# Championnat de Maurice de football 2005-2006
Navigation
Saison précédente Saison suivante
La saison 2005-2006 de Barclays League est la soixante-et-troisième édition de la première division mauricienne. Les douze meilleures équipes du pays s'affrontent en matchs simples, puis les huit meilleurs se disputeront dans la Super League pour le titre de Champion. Le dernier des matchs simples redescend directement en D2. Les 9e, 10e et 11e du championnat affronte dans un mini-championnat les 2e, 3e et 4e de D2, pour déterminer ceux qui resteront en première division la saison suivante. Puis le dernier de la Super League affronte le quatrième du mini-championnat Promotion/Relégation pour la dernière place en D1. 
C'est le club de Pamplemousses SC qui a été sacré champion de Maurice pour la première fois de son histoire et se qualifie pour la Ligue des champions de la CAF 2007.

## Les équipes participantes
| - Savanne SC - AS Port-Louis 2000 - Pamplemousses SC - US Beau-Bassin/Rose Hill - AS de Vacoas-Phoenix - Faucon Flacq SC | - Curepipe Starlight SC - Olympique de Moka - Grand Port United Mahébourg FC - Pointe-aux-Sables Mates - Arsenal Wanderers - Petite Rivière Noire SC - Promu de D2 |

## Classement

### Première phase
Le classement est établi sur le barème de points classique (victoire à 3 points, match nul à 1, défaite à 0).
| Rang | Équipe                      | Pts | J  | G | N | P | Bp | Bc | Diff |
| ---- | --------------------------- | --- | -- | - | - | - | -- | -- | ---- |
| 1    | Savanne SC                  | 27  | 11 | 8 | 3 | 0 | 19 | 1  | +18  |
| 2    | AS Port-Louis 2000 (T)      | 26  | 11 | 8 | 2 | 1 | 24 | 9  | +15  |
| 3    | Pamplemousses SC            | 19  | 11 | 5 | 4 | 2 | 22 | 10 | +12  |
| 4    | US Beau-Bassin/Rose Hill    | 17  | 11 | 5 | 2 | 4 | 9  | 12 | -3   |
| 5    | Pointe-aux-Sables Mates     | 16  | 11 | 3 | 7 | 1 | 9  | 2  | +7   |
| 6    | AS de Vacoas-Phoenix        | 16  | 11 | 4 | 4 | 3 | 12 | 8  | +4   |
| 7    | Faucon Flacq SC             | 15  | 11 | 4 | 3 | 4 | 19 | 16 | +3   |
| 8    | Curepipe Starlight SC       | 15  | 11 | 4 | 3 | 4 | 13 | 13 | 0    |
| 9    | Olympique de Moka           | 13  | 11 | 4 | 1 | 6 | 15 | 18 | -3   |
| 10   | Grand Port United Mahébourg | 8   | 11 | 2 | 2 | 7 | 10 | 24 | -14  |
| 11   | Petite Rivière Noire SC (P) | 7   | 11 | 2 | 1 | 8 | 10 | 26 | -16  |
| 12   | Arsenal Wanderers           | 2   | 11 | 0 | 2 | 9 | 13 | 35 | -22  |

| Légende : Qualifications et relégations | Légende : Qualifications et relégations                                                       |
| --------------------------------------- | --------------------------------------------------------------------------------------------- |
|                                         | Qualifié pour la Super League                                                                 |
|                                         | Qualifié pour la Promotion/Relégation                                                         |
|                                         | Club directement relégué en D2                                                                |
|                                         | (T) : Tenant du titre (P) : Promu de deuxième division (C) : Vainqueur de la Coupe de Maurice |

### Super League
Les huit premiers de la première phase s'affrontent pour le titre de champion 2005-2006. Le dernier devra affronter le quatrième de la Promotion/Relégation.
| Rang | Équipe                    | Pts | J  | G | N | P | Bp | Bc | Diff |
| ---- | ------------------------- | --- | -- | - | - | - | -- | -- | ---- |
| 1    | Pamplemousses SC          | 28  | 14 | 8 | 4 | 2 | 27 | 16 | +11  |
| 2    | AS de Vacoas-Phoenix      | 23  | 14 | 5 | 8 | 1 | 13 | 9  | +4   |
| 3    | Curepipe Starlight SC (C) | 20  | 14 | 5 | 5 | 4 | 19 | 17 | +2   |
| 4    | Savanne SC                | 20  | 14 | 5 | 5 | 4 | 22 | 20 | +2   |
| 5    | AS Port-Louis 2000 (T)    | 18  | 14 | 5 | 3 | 6 | 15 | 20 | -5   |
| 6    | Pointe-aux-Sables Mates   | 16  | 13 | 4 | 4 | 5 | 11 | 11 | 0    |
| 7    | US Beau-Bassin/Rose Hill  | 14  | 13 | 4 | 2 | 7 | 16 | 17 | -1   |
| 8    | Faucon Flacq SC           | 9   | 14 | 2 | 3 | 9 | 10 | 23 | -13  |

| Légende : Qualifications et relégations | Légende : Qualifications et relégations                                                       |
| --------------------------------------- | --------------------------------------------------------------------------------------------- |
|                                         | Qualification pour la Ligue des champions de la CAF 2007                                      |
|                                         | Qualification pour la Coupe de la confédération 2007                                          |
|                                         | Accède aux barrages Promotion/Relégation                                                      |
|                                         | (T) : Tenant du titre (P) : Promu de deuxième division (C) : Vainqueur de la Coupe de Maurice |

### Promotion/Relégation
Les 9e, 10e et 11e du championnat affrontent les 2e, 3e et 4e de deuxième division (Sodnac Quatre-Bornes United, AS Quatre-Bornes et Ent. Savanne W'rs/St. Aubin) s'affrontent pour déterminer ceux qui monteront et descendront pour la saison suivante.
| Rang | Équipe                      | Pts | J | G | N | P | Bp | Bc | Diff |
| ---- | --------------------------- | --- | - | - | - | - | -- | -- | ---- |
| 1    | Petite Rivière Noire SC (P) | 12  | 5 | 4 | 0 | 1 | 17 | 9  | +8   |
| 2    | Grand Port United Mahébourg | 10  | 5 | 3 | 1 | 1 | 10 | 5  | +5   |
| 3    | Olympique de Moka           | 10  | 5 | 3 | 1 | 1 | 10 | 5  | +5   |
| 4    | Sodnac Quatre-Bornes United | 5   | 5 | 1 | 2 | 2 | 6  | 7  | -1   |
| 5    | AS Quatre-Bornes            | 4   | 5 | 1 | 1 | 3 | 5  | 12 | -7   |
| 6    | Ent. Savanne W'rs/St. Aubin | 1   | 5 | 0 | 1 | 4 | 6  | 16 | -10  |

| Légende : Qualifications et relégations | Légende : Qualifications et relégations                                 |
| --------------------------------------- | ----------------------------------------------------------------------- |
|                                         | Reste/Accède en première division                                       |
|                                         | Dispute le barrage                                                      |
|                                         | Descend en D2                                                           |
|                                         | (P) : Promu de deuxième division (C) : Vainqueur de la Coupe de Maurice |

### Barrages Promotion/Relégation
Le quatrième du classement de Promotion/Relégation (Sodnac Quatre-Bornes United) affronte le huitième de la Super League (Faucon Flacq SC) pour une place en première division.
- Match aller [3 juin 2006]
  - Faucon Flacq 2-2 Sodnac QB Utd

- Match retour [11 juin 2006]
  - Sodnac QB Utd 0-2 Faucon Flacq

Faucon Flacq reste en première division. Sodnac QB Utd reste en deuxième division.

## Bilan de la saison
| Championnat de Maurice de football 2005-2006 |                              |
| Champion                                     | Pamplemousses SC (1er titre) |
| Coupes et trophées                           |                              |
| Vainqueur de la Coupe de Maurice 2005-2006   | Curepipe Starlight SC        |
| Qualifications continentales                 |                              |
| Ligue des champions de la CAF 2007           | Pamplemousses SC             |
| Coupe de la confédération 2007               | Aucun                        |
| Promotions et relégations                    |                              |
| Promus en Barclays League                    | AS Rivière du Rempart        |
| Relégués en First League                     | Arsenal Wanderers            |